# St. Johnstone Football Club 2015-2016
Questa voce raccoglie le informazioni riguardanti il St. Johnstone Football Club nelle competizioni ufficiali della stagione 2015-2016.

## Rosa
| N. |                             | Ruolo | Calciatore             |
| -- | --------------------------- | ----- | ---------------------- |
| 1  | Irlanda del Nord (bandiera) | P     | Alan Mannus            |
| 2  | Scozia (bandiera)           | D     | Dave Mackay (capitano) |
| 3  | Scozia (bandiera)           | D     | Tom Scobbie            |
| 4  | Scozia (bandiera)           | C     | Simon Lappin           |
| 5  | Scozia (bandiera)           | D     | Michael Doyle          |
| 6  | Scozia (bandiera)           | D     | Steven Anderson        |
| 7  | Scozia (bandiera)           | C     | Chris Millar           |
| 8  | Scozia (bandiera)           | C     | Murray Davidson        |
| 9  | Scozia (bandiera)           | A     | Steven MacLean         |
| 10 | Scozia (bandiera)           | A     | David Wotherspoon      |
| 11 | Inghilterra (bandiera)      | A     | John Sutton            |
| 12 | Scozia (bandiera)           | P     | Zander Clark           |
| 14 | Irlanda (bandiera)          | A     | Joe Shaughnessy        |

| N. |                        | Ruolo | Calciatore                 |
| -- | ---------------------- | ----- | -------------------------- |
| 15 | Scozia (bandiera)      | D     | Brad McKay                 |
| 16 | Scozia (bandiera)      | C     | Liam Caddis                |
| 16 | Scozia (bandiera)      | C     | Danny Swanson              |
| 18 | Irlanda (bandiera)     | A     | Graham Cummins             |
| 20 | Scozia (bandiera)      | C     | Scott Brown                |
| 22 | Inghilterra (bandiera) | D     | Darnell Fisher             |
| 24 | Scozia (bandiera)      | D     | Brian Easton               |
| 25 | Scozia (bandiera)      | A     | Chris Kane                 |
| 26 | Scozia (bandiera)      | C     | Liam Craig                 |
| 27 | Scozia (bandiera)      | C     | Craig Thomson              |
| 29 | Scozia (bandiera)      | A     | Michael Francis O'Halloran |
| 31 | Scozia (bandiera)      | A     | Greg Hurst                 |
| 66 | Bulgaria (bandiera)    | D     | Plamen Kračunov            |